# Landtagswahlkreis 4 (Burgenland)
Der Wahlkreis 4 ist ein Wahlkreis im Burgenland, der den politischen Bezirk Oberpullendorf umfasst. Bei der Landtagswahl 2025 waren im Wahlkreis 4 34.774 Personen wahlberechtigt, wobei bei der Wahl die Sozialdemokratische Partei Österreichs (SPÖ) mit 46,96 % als stärkste Partei hervorging. Neben der SPÖ, die zwei der fünf möglichen Grundmandate im Wahlkreis erzielte, erreichten auch die Freiheitliche Partei Österreichs und die Österreichische Volkspartei je ein Grundmandat.

## Geschichte
Ursprünglich bestand im Burgenland bei Landtagswahlen lediglich ein Wahlkreis. Nachdem die burgenländische Landtagswahl 1977 beim Verfassungsgerichtshof angefochten worden war, erkannte der Verfassungsgerichtshof, dass die Nennung von „Wahlkreisen“ im Artikel 26 des Bundes-Verfassungsgesetzes, also im Plural, dahingehend auszulegen ist, dass mindestens zwei Wahlkreise pro Bundesland bestehen müssen. In der Folge änderten die betroffenen Bundesländer Kärnten, Salzburg und das Burgenland ihre Landtagswahlordnungen. Das Burgenland vollzog die notwendige Adaptierung mit der am 30. Oktober beschlossenen Landtagswahlordnung 1978, die das Burgenland in vier Wahlkreise unterteilte. Der Bezirk Oberpullendorf und der Bezirk Mattersburg gehörten dabei zusammen zum Wahlkreis II. Bereits 1995 erfolgte mit der Landtagswahlordnung 1995 eine weitere Reform der Wahlkreise, bei der die Zahl der Wahlkreise von vier auf sieben erhöht wurde und der Bezirk Oberpullendorf zu einem eigenen Wahlkreis, dem Wahlkreis 4 erhoben wurde.

## Wahlergebnisse
| Landtagswahlen im Wahlkreis 4 | Landtagswahlen im Wahlkreis 4 | Landtagswahlen im Wahlkreis 4 | Landtagswahlen im Wahlkreis 4 | Landtagswahlen im Wahlkreis 4 | Landtagswahlen im Wahlkreis 4 | Landtagswahlen im Wahlkreis 4 | Landtagswahlen im Wahlkreis 4 |
| Wahltermin                    | GM                            |                               | SPÖ                           | ÖVP                           | FPÖ                           | GRÜNE                         | Sonstige                      |
| ----------------------------- | ----------------------------- | ----------------------------- | ----------------------------- | ----------------------------- | ----------------------------- | ----------------------------- | ----------------------------- |
| 2. Juni 1996                  |                               | Stimmenanteile (%)            | 45,00                         | 37,86                         | 12,61                         | 1,94                          | 2,60                          |
| 2. Juni 1996                  | 5                             | Grundmandate                  | 2                             | 2                             | 0                             | 0                             | 0                             |
| 3. Dezember 2000              |                               | Stimmenanteile (%)            | 47,14                         | 36,78                         | 11,04                         | 5,04                          | –                             |
| 3. Dezember 2000              | 5                             | Grundmandate                  | 2                             | 2                             | 0                             | 0                             | –                             |
| 9. Oktober 2005               |                               | Stimmenanteile (%)            | 51,06                         | 37,05                         | 7,23                          | 4,66                          | –                             |
| 9. Oktober 2005               | 5                             | Grundmandate                  | 2                             | 2                             | 0                             | 0                             | –                             |
| 30. Mai 2010                  |                               | Stimmenanteile (%)            | 48,53                         | 35,27                         | 5,65                          | 3,29                          | 7,27                          |
| 30. Mai 2010                  | 5                             | Grundmandate                  | 2                             | 1                             | 0                             | 0                             | 0                             |
| 31. Mai 2015                  |                               | Stimmenanteile (%)            | 42,52                         | 30,67                         | 10,22                         | 5,19                          | 11,39                         |
| 31. Mai 2015                  | 5                             | Grundmandate                  | 2                             | 1                             | 0                             | 0                             | 0                             |
| 26. Jänner 2020               |                               | Stimmenanteile (%)            | 50,44                         | 31,17                         | 7,35                          | 5,67                          | 5,36                          |
| 26. Jänner 2020               | 5                             | Grundmandate                  | 2                             | 1                             | 0                             | 0                             | 0                             |
| 19. Jänner 2025               |                               | Stimmenanteile (%)            | 46,96                         | 24,47                         | 20,47                         | 5,39                          | 2,71                          |
| 19. Jänner 2025               | 5                             | Grundmandate                  | 2                             | 1                             | 1                             | 0                             | 0                             |